# 薄叶润楠
薄叶润楠（学名：Machilus leptophylla）为樟科润楠属下的一个种。

## 扩展阅读
維基物種上的相關：薄叶润楠